# Sulfamida

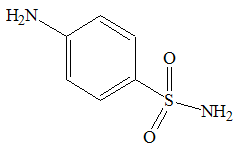
Fórmula química de la sulfamida.

La sulfamida és un dels primers agents antimicrobians introduïts en clínica. Totes les sulfamides deriven de la para-aminobenzè sulfonamida (sulfanilamida). Actuen interferint competitivament la síntesi d'àcid fòlic pels bacteris, en substituir de manera competitiva l'àcid para-aminobenzoic (PABA) al pas previ a la formació d'àcid dihidrofòlic. Es comporten com a bacteriostàtiques.
Les sulfamides més emprades són la sulfadiacina, sulfametoxina, sulfafurazol i les sulfamides combinades (trisulfamides).